# Piet Schrijvers
Pieter Schrijvers, dit Piet Schrijvers, est un footballeur néerlandais né le 15 décembre 1946 à Jutphaas (Utrecht) et mort le 7 septembre 2022 à Ermelo (Gueldre). Il fait partie du Club van 100.

## Biographie

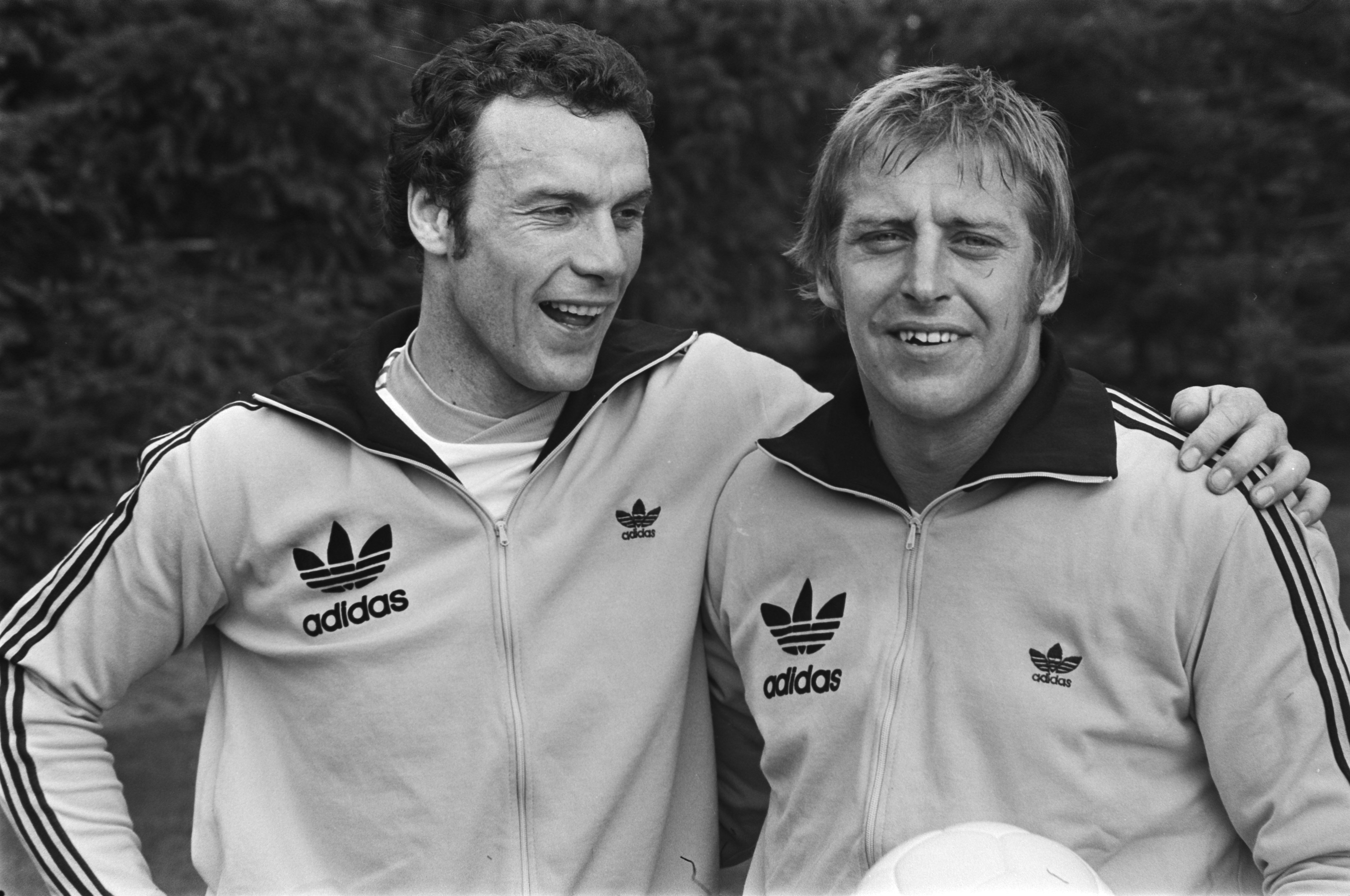
Jan Ruiter et Piet Schrijvers en 1976.

Mesurant 1,80 m pour 86 kg, Piet Schrijvers jouait au poste de gardien de but dans les années 1970-1980. Il a joué 567 matches en Eredivisie. Débutant en 1966 au DWS Amsterdam où il évolue pendant six saisons. Il rejoint ensuite le FC Twente, avant d'être engagé par l'Ajax Amsterdam en 1974. Avec ce club, il remporte cinq championnats et deux Coupes des Pays-Bas. En 1983, il part jouer au FC Zwolle où il termine sa carrière en 1984.
Il joue 46 fois en sélection nationale et encaisse 40 buts. Sélectionné dès 1971, il livre un duel acharné à Jan Jongbloed pour la place de numéro 1 dans la cage des Oranjes sans que l'un prenne vraiment l'ascendant sur l'autre. Remplaçant à la Coupe du Monde 1974 où il n'entre pas en jeu, Schrijvers devient le titulaire au Championnat d'Europe des Nations 1976 mais retrouve le banc au début de la Coupe du Monde 1978. Il reprend toutefois sa place au second tour après une contre-performance de Jongbloed, mais se blesse lors du dernier match de poule face à l'Italie et ne joue pas la finale perdue contre l'Argentine, pendant laquelle Jongbloed est dans le but et Pim Doesburg sur le banc. Après le Mundial et la retraite de Jongbloed, Schrijvers devient le titulaire indiscutable avant de céder progressivement la place à Hans van Breukelen. Il connaît sa dernière sélection en 1984

## Palmarès
- Champion des Pays-Bas en 1977, 1979, 1980, 1982 et 1983.
- Vainqueur de la Coupe des Pays-Bas en 1979 et 1983.
- 46 sélections et 0 but avec l'équipe des Pays-Bas entre 1971 et 1984.